# Ospitale di Cadore
Ospitale di Cadore es una localidad italiana de la provincia de Belluno, región de Véneto , con 348 habitantes.

## Evolución demográfica
| Gráfica de evolución demográfica de Ospitale di Cadore entre 1861 y 2001 |
|                                                                          |
| Fuente ISTAT - elaboración gráfica de Wikipedia                          |